# Shahr-e Sukhteh
Shahr-e Sukhteh, ook Shahr-i Shōkhta, (Perzisch: شهر سوخته, Verbrande Stad; Frans: Shahr-i-Sokhta) is een in de Bronstijd gebouwde nederzetting in het uiterste oosten van Perzië/Iran op de rivierbanken van de Helmand, in de provincie Sistan en Beloetsjistan. Het was een van de belangrijkste sites van de Jiroftcultuur.
De archeologische site is gelegen aan de weg tussen Zahedan en Zabol. Het moet een van de grootste nederzettingen geweest zijn in de periode. In het westen van het gebied bevindt zich een begraafplaats met 25.000 tot 40.000 graven. De stad moet ontstaan zijn rond 3200 voor Christus. Er waren vier bloeiperiodes en de stad werd drie maal verbrand. Rond 2100 voor Christus werd de stad definitief verlaten, om in het begin van de twintigste eeuw door de Hongaarse archeoloog Aurel Stein herontdekt te worden.
Tijdens de 38e sessie van de Commissie voor het Werelderfgoed in juni 2014 werd een gebied van 275 hectare toegevoegd aan de werelderfgoedlijst van UNESCO.
Chogha Zanbil · Persepolis · Plein van de Emam · Takht-e Soleyman · Pasargadae · Bam en zijn cultuurlandschap · Soltaniyeh · Behistuninscriptie · Armeense kloosterensembles in Iran · Historisch hydraulisch systeem van Shushtar · Khānegāh en heiligdom van sjeik Safi al-Din · Bazaar van Tabriz · Perzische tuin · Vrijdagmoskee van Isfahan · Gonbad-e Qabus · Golestanpaleis · Shahr-i Sokhta · Susa · Cultuurlandschap van Meymand · Het Perzisch qanat · Dasht-e Lut · Historische stad Yazd · Archeologisch landschap van de Sassaniden in de Farsstreek · Hyrcaanse bossen · Trans-Iraanse Spoorlijn · Cultuurlandschap van Hawraman/Uramanat  · Hegmataneh
- Virtual International Authority File: 246272973